# Канадско-намибийские отношения
Канадско-намибийские отношения — двусторонние дипломатические отношения между Канадой и Намибией, начавшиеся с 1977 года. Обе страны являются членами Содружества наций.

## История
В 1977 году, когда Канада присоединилась к Западной контактной группе, Франция, Великобритания, США и Западная Германия проводили совместные усилия для становления независимости Намибии. Официальные отношения начались в 1990 году, когда Канада отправила Консула в Намибию.

## Беженцы
Канада является одним из основных направлений эмиграции из Намибии. Вместе с Ботсваной и Данией Канада предоставляет убежище эмигрантам из Намибии после конфликта в Каприви, в ходе которого большое количество граждан были привлечены к уголовной ответственности. Только в 2010 году Канада изменила свою точку зрения и теперь рассматривает CLA как террористическую организацию, которая «попыталась узурпировать избранное правительство». Тем не менее, эмиграция из Намибии в Канаду продолжалась. В 2011 году в Канаду прибыло более 1000 намибийских эмигрантов. Три четверти из них подали заявку на получение статуса беженца, но лишь несколько из них были удовлетворены.

## Экономическое сотрудничество
Канадские компании значительно инвестируют в горнодобывающую промышленность Намибии. В 2008 году 99 % канадского импорта из Намибии на общую сумму более 246 миллионов долларов приходилось в виде урана . В июле 2010 года канадская компания Dundee Precious Metals купила металлургический завод в Цумебе, спасла предприятие от закрытия закрытия и сохранив около 200 рабочих мест.